# The Block Brochure: Welcome to the Soil 4
The Block Brocure: Welcome to the Soil 4 — вісімнадцятий студійний альбом американського репера E-40, що вийшов 10 грудня 2013 р. на лейблі Heavy on the Grind Entertainment водночас із релізами The Block Brochure: Welcome to the Soil 5 та The Block Brochure: Welcome to the Soil 6. Таким же чином в один день у 2012 він випустив три платівки The Block Brochure: Welcome to the Soil 1, The Block Brochure: Welcome to the Soil 2 і The Block Brochure: Welcome to the Soil 3.

## Передісторія
1 жовтня 2012 E-40 сповістив, що на The Block Brochure: Welcome to the Soil 4, 5 і 6 варто очікувати 26 березня 2013. 12 червня 2013 оприлюднили обкладинки платівок.
У червні 2013 репер пояснив причину релізу трьох альбомів: «Ось уже 25 років справжні студійні альбоми потрапляють на прилавки. Якщо артист випускає 2-3 безкоштовних мікстейпи на рік, то я видаю 2-3 офіційних студійних альбоми на рік на продаж. Як незалежний виконавець я роблю що хочу, а не що можу. Я випускаю 3 альбоми, позаяк маю фанів з трьох десятиліть, смаки яких я повинен задовольнити. Я успішно пройшов через безліч різних епох музики й вижив! Знадобився 20-річний досвід Вільяма Шекспіра, щоб написати Гамлета! Я роблю мазки й малюю картини своїм репом і я у відмінній формі з 25-річним досвідом. Ви не повинні мене любити, але ви повинні мене поважати!»
У грудневому інтерв'ю HipHopDX заявив про бажання поєднати олдскульне й ньюскульне звучання, розповів про творчий процес, коли він думає про співпрацю з іншими артистами, спершу отримавши біт.
У грудневому інтерв'ю XXL E-40 сказав, що цього разу йому було важко в процесі запису, він зробив більше 100 пісень, з яких обрав 42. «Тепер уявіть, у березні 2010 я видав Revenue Retrievin': Day Shift і Night Shift. Зараз грудень 2013. За цей проміжок часу — аби показати вам свою працьовитість — я випустив 10 сольних і 2 спільних з Too $hort альбоми. Тобто 12 платівок з березня 2010, на момент, коли вийшли The Block Brochure 4, 5 і 6. За 3,5 роки». Він також розповів про дати релізу: «Знаєте якими були труднощі? Зрештою я намагався встигнути у крайній термін, потім я сказав, до біса все, ми видамо 10 грудня…»

## Сингли
22 жовтня 2013 вийшов перший окремок «Episode». 17 грудня відбулась прем'єра кліпу «Thirsty», 24 січня 2014 — «Episode», 3 лютого — «Chitty Bang».

## Список пісень
| #   | Назва                                                        | Продюсер(и)                 | Тривалість |
| --- | ------------------------------------------------------------ | --------------------------- | ---------- |
| 1.  | «Bamboo»                                                     | J-Hawk                      | 3:34       |
| 2.  | «Bendin Corners (Skee Skert)»                                | Lil Bonez                   | 3:36       |
| 3.  | «Chitty Bang» (з участю Juicy J та Ty Dolla Sign)            | Tone Bone з League of Starz | 3:13       |
| 4.  | «Yellow Gold» (з участю Droop-E та Work Dirty)               | DecadeZ                     | 3:35       |
| 5.  | «Shit Like That» (з участю Young Dro та Spodee)              | DJ Plugg                    | 4:36       |
| 6.  | «Ball Out» (з участю NHT Boyz)                               | Reese Beats                 | 3:52       |
| 7.  | «Episode» (з участю T.I. та Кріса Брауна)                    | Disko Boogie                | 3:52       |
| 8.  | «Got That Line»                                              | The World Famous D-Boy      | 4:36       |
| 9.  | «Thirsty» (з участю King Harris)                             | Scott Swoosh                | 3:41       |
| 10. | «Tree in the Load» (з участю Cousin Fik та Choose Up Cheese) | Droop-E                     | 3:46       |
| 11. | «Candlelight»                                                | Sho Nuff                    | 3:27       |
| 12. | «Stompdown» (Skit)                                           |                             | 0:18       |
| 13. | «By Any Means» (з участю Webbie та J. Stalin)                | DecadeZ                     | 3:40       |
| 14. | «Money On My Mind» (з участю Bosko)                          | Bosko                       | 4:01       |
| 15. | «Home Again» (з участю Mike Marshall)                        | Droop-E                     | 5:53       |

## Чартові позиції
| Чарт (2013)               | Найвища позиція |
| ------------------------- | --------------- |
| США                       | 136             |
| US Top R&B/Hip-Hop Albums | 19              |